# Вахек, Иван Богумилович
Иван Богумилович Вахек (1880, Прага — 2 сентября 1938, Алма-Ата) — советский скульптор чешского происхождения. Профессиональная деятельность в наибольшей мере связана с оформлением Алматы в 1930-х годах, где Вахек отбывал ссылку с 1932 года до момента своей казни. Жертва политического террора в СССР.

## Биография
Родился в Праге, в 1880 году. Получил среднее специальное художественное и гуманитарное образование.
В 1902 году переселился в Тбилиси, где работал переводчиком в чешском консульстве и параллельно преподавал сокольскую гимнастику в гимназии. В тбилисский период жизни женился, создал семью. У супругов родилась дочь Людмила.
В 1932 году Вахека обвинили в шпионаже. Отправлен в «волную ссылку» по принципу «минус шесть», т.е. возможность выбрать себе место отбывания наказания, исключая шесть крупнейших городов СССР.
В Алма-Ате работал скульптором при правительстве Казахской ССР. Причём был одним из немногих специалистов данного рода, а в начальный период чуть ли не единственным. Вследствие чего принял участие практически во всех новостройках города того периода не только как скульптор и оформитель, но иногда и как архитектор.
5 февраля 1938 года был повторно арестован и осуждён за участие в антисоветском заговоре по статье 58-6 УК РСФСР. Семье было сообщено, что сослан «в дальние лагеря без права переписки». В реальности же приговорён к высшей мере наказания.
2 сентября 1938 года расстрелян.
17 октября 1957 года реабилитирован Военным трибуналом Закавказского военного округа за недоказанностью состава преступления.

## Работы

### Утраченные работы
1. Оформление вокзала «Алматы 2». Утрачена плафонная  живопись, часть рельефов барельефов «Сбор яблок», скульптуры «Шахтёр» и «Солдат»[1].
2. Столовая Казкрайсоюза (Ресторан №1). Оформление фасадов и интерьеры здания. Ресторан сгорел в 1950-х[1].
3. Дворец культуры, скульптуры входной группы «Женщина-колхозница» и «Металлург»[1][9].
4. Дворец культуры, скульптурные бюсты деятелей культуры, науки и партийных лидеров. Уничтожены после того, как изображенные деятели были подвергнуты репрессиям[1][9].

### Сохранившиеся работы
1. Оформление вокзала «Алматы 2». Рельефные фигуры, изображающие социалистический быт[1][8].
2. Внешнее оформление здания Треста «Казпиво». А именно: десять подоконных панелей-барельефов «Прошлое казахского народа» и один маскарон льва[1][8][9].
3. Дворец культуры, два маскарона льва[1][8].
4. Внешнее оформление школы (ныне Гимназия №12), здание на пересечении улиц Кунаева и Богенбай Батыра — фасад и три подоконные панели-барельефы[1][9].

#### Галерея

Маскарон льва на здании треста «Казпиво». Утрачен один палец на правой лапе, сама лапа, при реставрационных работах изменена под часть гривы.
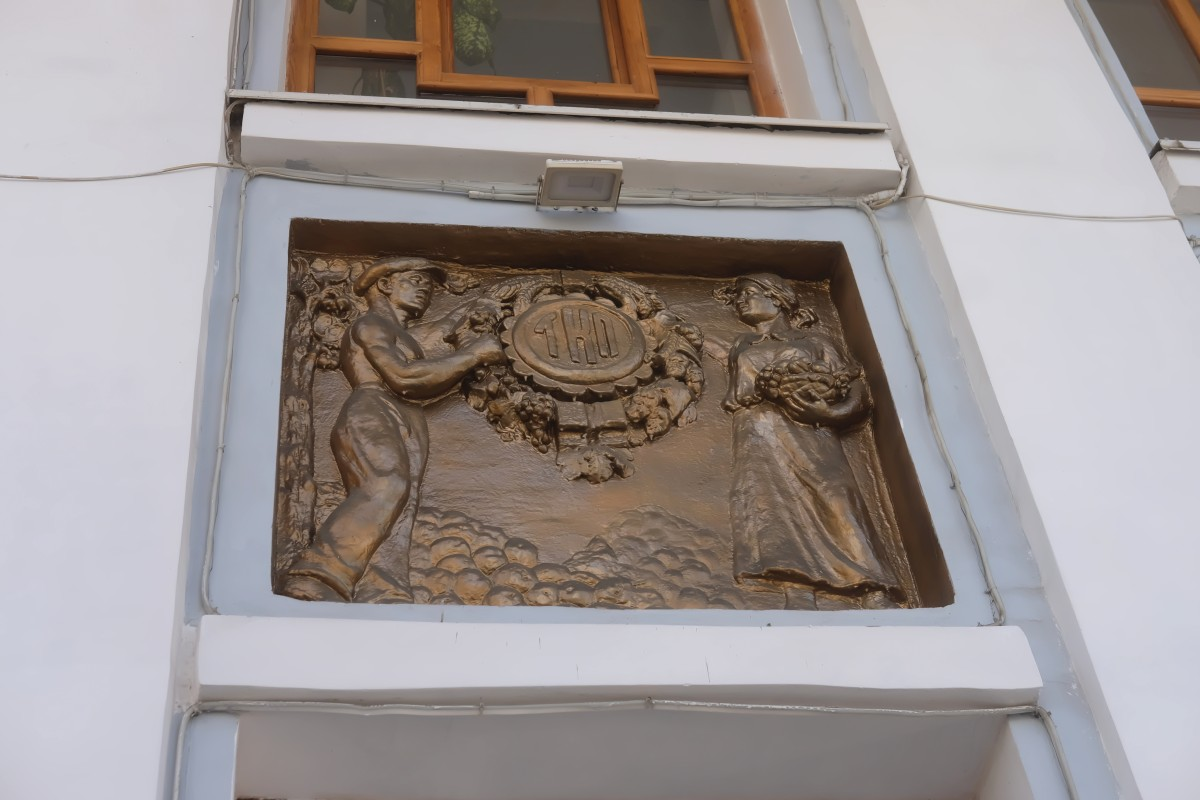
Подоконная панель на здании треста «Казпиво» с логотипом (ТКП).
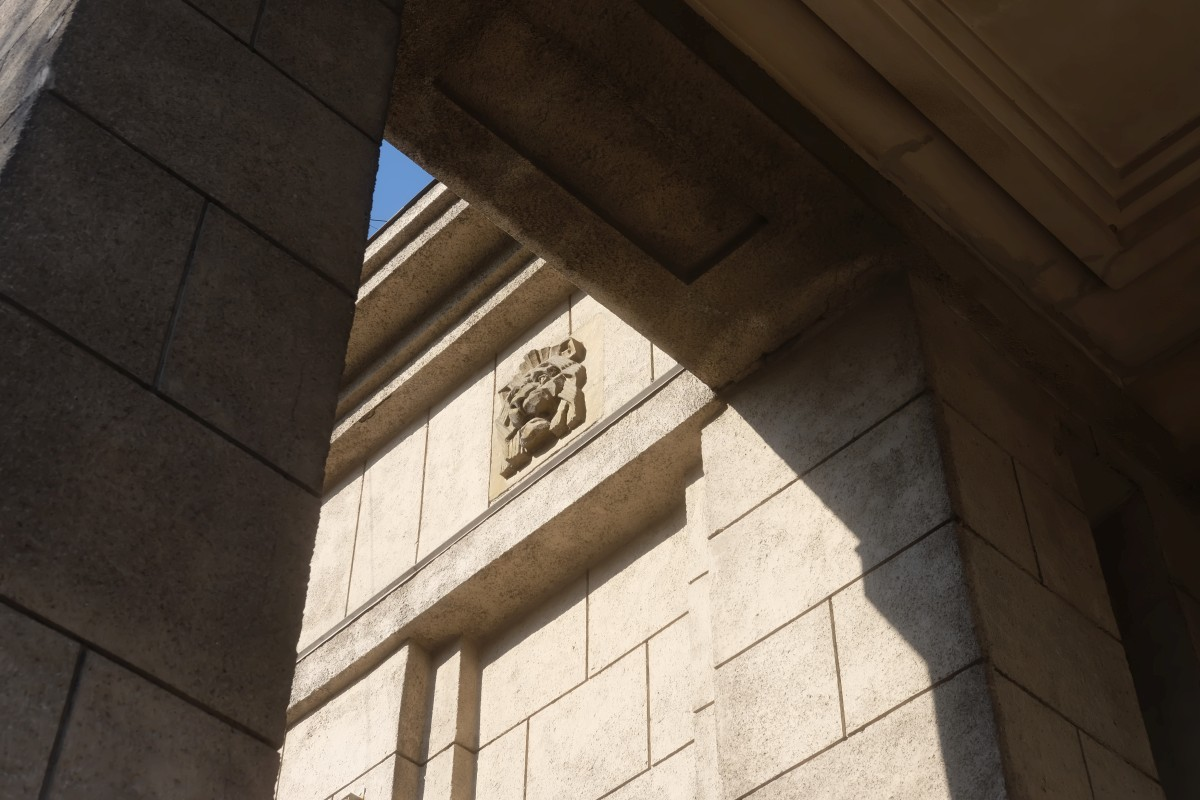
Правый маскарон льва на здании Филармонии.

## Семья
Дочь — Людмила Ивановна, в замужестве Леппик (жена архитектора Александра Арнольдовича Леппика).